# 里士满 (牙买加)
里士满是牙买加圣玛丽区的一个集镇，位于该国东北部。
此外，牙买加还有多个定居点也以「里士满」为名。

## 历史
里士满原为米克（Meek）家族的地产，后被出售给里奇蒙公爵，并以其名字命名。